# Place Marlène-Dietrich
La place Marlène-Dietrich est une voie publique située dans le 16e arrondissement de Paris.

## Situation et accès
Cette place est située à l'intersection de la rue de Lübeck, la rue de l'Amiral-Hamelin, et la rue Boissière.
Ce site est desservi par la ligne 9 à la station de métro Iéna.

## Origine du nom

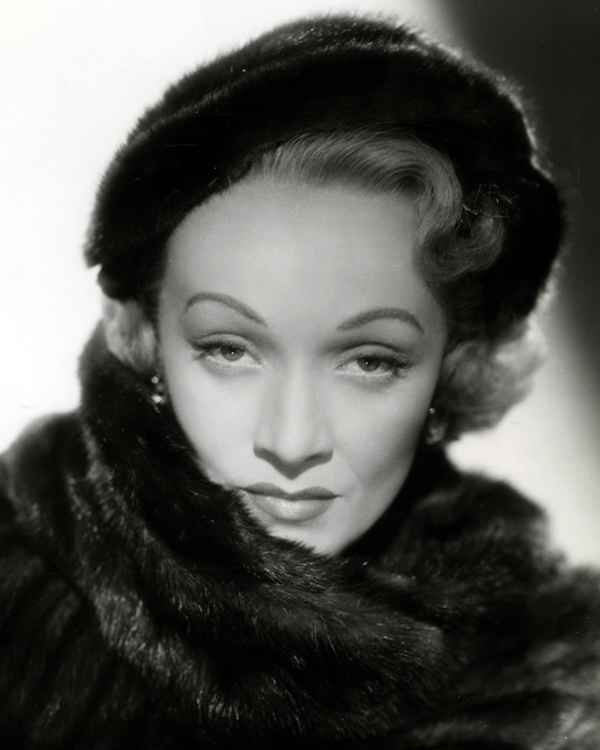
L’actrice Marlene Dietrich en 1951.

Elle tient son nom de l'actrice et chanteuse allemande Marie Magdalene Dietrich, dite Marlene Dietrich (1901-1992), qui vivait à Paris, au 12, avenue Montaigne.

## Historique
Cette place est créée et prend sa dénomination actuelle par un arrêté municipal du 5 novembre 2002.
Elle est inaugurée par Bertrand Delanoë, le maire de Paris, en présence notamment de Peter Riva (en), petit-fils de l'actrice qui représente la famille et de Beate Klarsfeld (en hommage à l'antinazisme de Marlene Dietrich), le 12 juin 2003.

### Un hommage à une amoureuse de la France

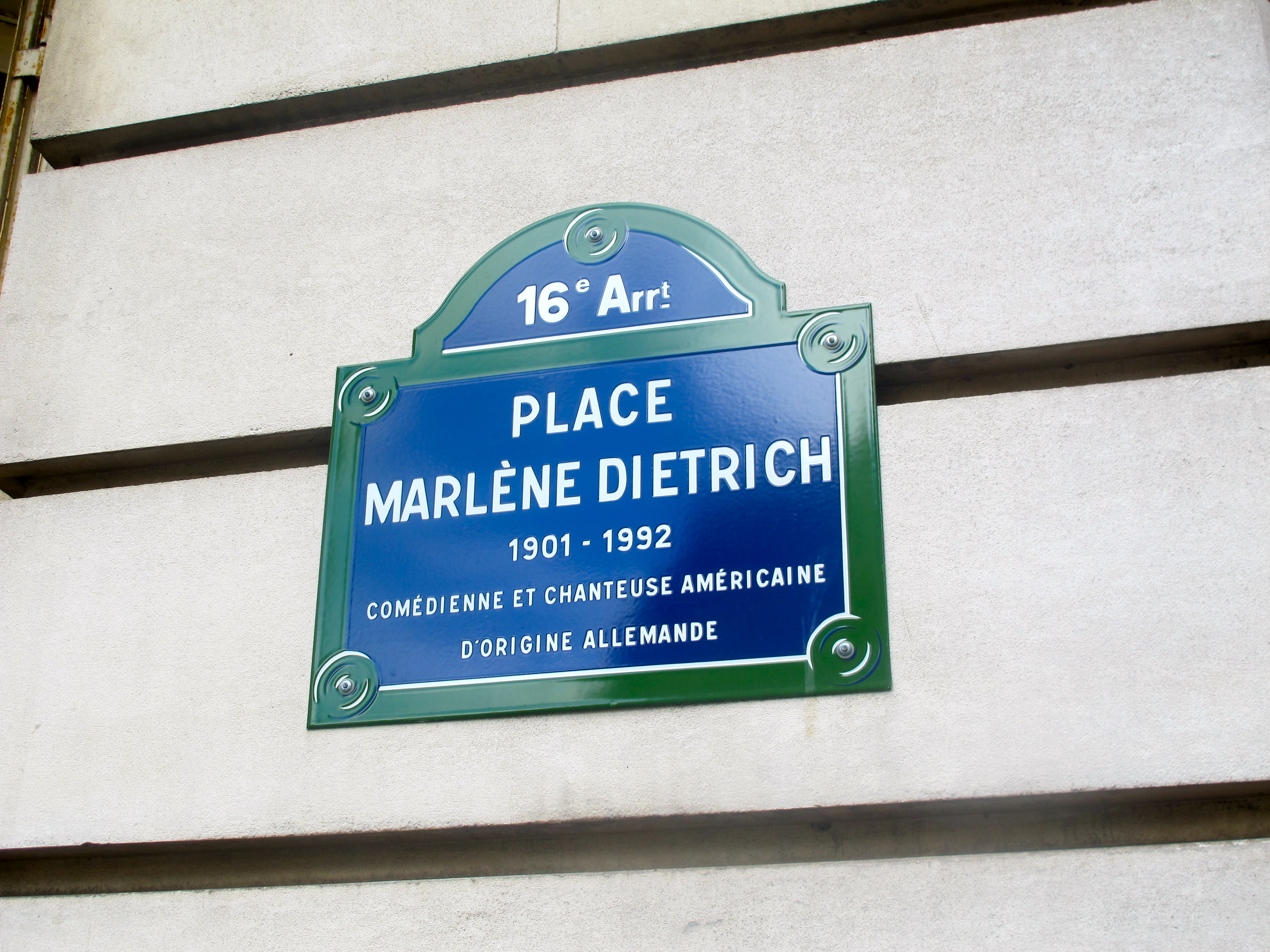
Plaque de la place.

C'est à l'occasion du vernissage d'une exposition Marlene Dietrich, création d'un mythe, consacrée à l'actrice en 2003 au musée Galliera de Paris, que cette place est inaugurée. Le maire Bertrand Delanoë explique alors que c'est une façon de rendre « hommage à celle qui fut une des plus grandes figures du XXe siècle, et l'une des plus belles ambassadrices de la haute couture française. […] Elle nous entraîne […] bien sûr à Paris, que la star avait choisi au soir de sa vie, après y avoir si souvent séjourné ».
Le rôle de l'actrice au cours de la Seconde Guerre mondiale, qui se jeta corps et âme dans le conflit contre son pays natal, explique ce choix du conseil de Paris. Mais il est vrai aussi que Marlene Dietrich, dès les années 1930, s'habille en France, chez Lanvin, Chanel, Schiaparelli, Mainbocher, Vionnet, Piguet, Lelong, Molyneux, Dior ou encore Massaro, en devenant une des meilleures et plus célèbres clientes de ces boutiques de luxe. Elle apparaît même dans son propre rôle dans le film Deux têtes folles, en 1964, sortant d'une voiture et rentrant chez le couturier Christian Dior, au 30 de l'avenue Montaigne. Cela montre à quel point son statut est reconnu en tant qu'emblème de la mode à cette époque-là. Elle est également une cliente exigeante du couturier français Jean-Louis pour ses robes de music-hall, dès les années 1950.

## Bâtiments remarquables et lieux de mémoire
Personne ne peut résider place Marlène-Dietrich, les appartements ouvrant sur les rues adjacentes.

## Sources
- Feuilles parcellaires de la collection de la Ville de Paris, code 67D2.